# Campeonato de Clubes da ASEAN de 2024–25
O Campeonato de Clubes da ASEAN de 2024–25 (ou ACC de 2024–25), conhecido como Shopee Cup de 2024–25 devido a razões de patrocínio, é a terceira edição do Campeonato de Clubes da ASEAN, uma competição internacional de futebol entre times de clubes campeões nacionais afiliados às associações-membro da Associação de Nações do Sudeste Asiático. Será a primeira competição desde 2005.
O renascimento do Campeonato de Clubes da ASEAN foi proposto pela primeira vez à Confederação Asiática de Futebol em 2019, mas foi prejudicado pela pandemia de COVID-19. Uma nova tentativa de ressuscitar a competição foi feita em 2023, mas foi oficialmente cancelada devido à sobreposição de cronogramas de outras competições (como a qualificação para a Copa do Mundo FIFA de 2026 - segunda rodada da AFC e a Copa da Ásia de 2023). Clubes como Buriram United, Kaya–Iloilo e Lion City Sailors participaram das competições da AFC, o que os coloca em um calendário apertado.
O torneio atual foi lançado em 4 de abril de 2024, com jogos projetados para serem disputados de 17 de julho de 2024 a 21 de maio de 2025.
O Tampines Rovers era o atual campeão da edição anterior, mas não conseguiu se classificar após ser eliminado pelo Lion City Sailors da Copa de Singapura de 2023.

## Distribuição das vagas
Clubes de todas as doze associações de futebol da Associação de Nações do Sudeste Asiático eram elegíveis para participar da competição; A Austrália e Timor-Leste não entraram.
| Participação no Campeonato de Clubes da ASEAN de 2024–25 | Participação no Campeonato de Clubes da ASEAN de 2024–25 |
| -------------------------------------------------------- | -------------------------------------------------------- |
|                                                          | Participando                                             |
|                                                          | Não participando                                         |

| Associação de futebol | Fase de grupo | Eliminatórias |
| --------------------- | ------------- | ------------- |
| Indonésia             | 2             | —             |
| Malásia               | 2             | —             |
| Tailândia             | 2             | —             |
| Vietname              | 2             | —             |
| Filipinas             | 1             | —             |
| Singapura             | 1             | —             |
| Brunei                | —             | 1             |
| Camboja               | —             | 1             |
| Laos                  | —             | 1             |
| Myanmar               | —             | 1             |
| Austrália             | —             | —             |
| Timor-Leste           | —             | —             |

## Times
| Time              | Desempenho anterior na liga/copa                                                         | App (Última) |
| ----------------- | ---------------------------------------------------------------------------------------- | ------------ |
| PSM Makassar      | Campeão do Campeonato Indonésio de 2022–23                                               | 1ª           |
| Borneo            | Vencedores da série regular e terceiro lugar da série do Campeonato Indonésio de 2023–24 | 1ª           |
| Kuala Lumpur City | Vice-campeão da Copa FA da Malásia de 2023                                               | 1ª           |
| Terengganu        | Vice-campeão da Copa da Malásia de 2023                                                  | 1ª           |
| Buriram United    | Campeão da Copa da Liga Tailandesa de 2022–23                                            | 1ª           |
| BG Pathum United  | Campeão do Copa da Liga Tailandesa de 2023–24                                            | 1ª           |
| Cong An Hanoi     | Campeão do Campeonato Vietnamita de 2023                                                 | 1ª           |
| Dong A Thanh Hoa  | Campeão da Copa do Vietname de 2023                                                      | 1ª           |
| Lion City Sailors | Campeão da Copa de Singapura de 2023                                                     | 1ª           |
| Kaya–Iloilo       | Campeão do Campeonato Filipino de 2022–23                                                | 1ª           |

| Time                        | Desempenho anterior na liga/copa           | App (Última) |
| --------------------------- | ------------------------------------------ | ------------ |
| Preah Khan Reach Svay Rieng | Campeão do Campeonato Cambojano de 2023–24 | 1ª           |
| Young Elephants             | Campeão do Campeonato Laosiano de 2023     | 1ª           |
| Kasuka                      | Campeão do Campeonato Bruneano de 2023     | 1ª           |
| Shan United                 | Campeão do Campeonato Birmanês de 2023     | 1ª           |

## Premiação
O prémio monetário atribuído é o seguinte:
| Fase                     | Moeda (USD)                         |
| ------------------------ | ----------------------------------- |
| Fase de grupo            | >$100,000                           |
| Cada partida jogada      | $10,000                             |
| Semifinais               | TBD                                 |
| Final                    | Campeão: $500,000 Vice-campeão: TBD |
| Prêmio Total em Dinheiro | $3,000,000                          |

## Calendário
O calendário da competição é o seguinte.
| Fase                | Rodada                      | Data do sorteio   | Jogo de ida               | Jogo de volta                   |
| ------------------- | --------------------------- | ----------------- | ------------------------- | ------------------------------- |
| Fase qualificatória | Eliminatória qualificatória | 9 de maio de 2024 | 17 de julho de 2024       | 24 de julho de 2024             |
| Fase de grupo       | 1ª rodada                   | 9 de maio de 2024 | 21–22 de agosto de 2024   | 21–22 de agosto de 2024         |
| Fase de grupo       | 2ª rodada                   | 9 de maio de 2024 | 25–26 de setembro de 2024 | 25–26 de setembro de 2024       |
| Fase de grupo       | 3ª rodada                   | 9 de maio de 2024 | 8–9 de janeiro de 2025    | 8–9 de janeiro de 2025          |
| Fase de grupo       | 4ª rodada                   | 9 de maio de 2024 | 22–23 de janeiro de 2025  | 22–23 de janeiro de 2025        |
| Fase de grupo       | 5ª rodada                   | 9 de maio de 2024 | 5–6 de fevereiro de 2025  | 5–6 de fevereiro de 2025        |
| Fase final          | Semifinais                  | 9 de maio de 2024 | 2 de abril de 2025        | 30 de abril & 7 de maio de 2025 |
| Fase final          | Finais                      | 9 de maio de 2024 | 14 de maio de 2025        | 21 de maio de 2025              |

## Qualificatória eliminatórias
Quatro equipes de quatro associações membros competiram por duas das doze vagas na competição propriamente dita.
| Equipe 1        | Total | Equipe 2    | 1.º jogo | 2.º jogo |
| --------------- | ----- | ----------- | -------- | -------- |
| Young Elephants | 3–8   | Svay Rieng  | 2–3      | 1–5      |
| Kasuka          | 2–4   | Shan United | 1–1      | 1–3      |

## Fase de grupo
No sorteio realizado em 9 de maio de 2024 na Cidade de Ho Chi Minh, Vietnã, doze equipes foram divididas em dois grupos de seis. Equipes da mesma associação não poderiam ser colocadas no mesmo grupo. A fase de grupos será no formato de todos contra todos, com as duas primeiras equipes de cada grupo avançando para as semifinais.

### Grupo A
| Pos | Equipe                      | Pts | J | V | E | D | GP | GC | SG  | Classificado              |     | BGP | PSM | PKS | TNG | DOA | SHU |
| --- | --------------------------- | --- | - | - | - | - | -- | -- | --- | ------------------------- | --- | --- | --- | --- | --- | --- | --- |
| 1   | BG Pathum United            | 11  | 5 | 3 | 2 | 0 | 11 | 6  | +5  | Avança para as Semifinais |     | —   | —   | 2–1 | 4–3 | 1–1 | —   |
| 2   | PSM                         | 10  | 5 | 3 | 1 | 1 | 8  | 4  | +4  | Avança para as Semifinais |     | 0–0 | —   | —   | —   | 3–0 | 4–3 |
| 3   | Preah Khan Reach Svay Rieng | 7   | 5 | 2 | 1 | 2 | 8  | 7  | +1  |                           |     | —   | 0–1 | —   | —   | —   | 4–2 |
| 4   | Terengganu                  | 7   | 5 | 2 | 1 | 2 | 13 | 9  | +4  |                           | —   | 1–0 | 2–3 | —   | 2–2 | —   |     |
| 5   | Dong A Thanh Hoa            | 6   | 5 | 1 | 3 | 1 | 6  | 7  | −1  |                           | —   | —   | 0–0 | —   | —   | 3–1 |     |
| 6   | Shan United                 | 0   | 5 | 0 | 0 | 5 | 7  | 20 | −13 |                           | 1–4 | —   | —   | 0–5 | —   | —   |     |

1. 1 2  Classificação decidida no confronto direto: Preah Khan Reach Svay Rieng (3); Terengganu (0).

### Grupo B
| Pos | Equipe            | Pts | J | V | E | D | GP | GC | SG  | Classificado              |     | CAH | BUR | KLC | BOR | LCS | KAY |
| --- | ----------------- | --- | - | - | - | - | -- | -- | --- | ------------------------- | --- | --- | --- | --- | --- | --- | --- |
| 1   | Cong An Hanoi     | 15  | 5 | 5 | 0 | 0 | 15 | 6  | +9  | Avança para as Semifinais |     | —   | 2–1 | —   | 3–2 | 5–0 | —   |
| 2   | Buriram United    | 10  | 5 | 3 | 1 | 1 | 13 | 2  | +11 | Avança para as Semifinais |     | —   | —   | 1–0 | 4–0 | —   | 7–0 |
| 3   | Kuala Lumpur City | 6   | 5 | 2 | 0 | 3 | 4  | 6  | −2  |                           |     | 2–3 | —   | —   | 1–0 | —   | 1–0 |
| 4   | Borneo            | 6   | 5 | 2 | 0 | 3 | 7  | 9  | −2  |                           | —   | —   | —   | —   | 3–0 | 2–1 |     |
| 5   | Lion City Sailors | 4   | 5 | 1 | 1 | 3 | 2  | 10 | −8  |                           | —   | 0–0 | 2–0 | —   | —   | —   |     |
| 6   | Kaya–Iloilo       | 3   | 5 | 1 | 0 | 4 | 4  | 12 | −8  |                           | 1–2 | —   | —   | —   | 2–0 | —   |     |

1. 1 2  Classificação pelo confronto direto: Kuala Lumpur City (3); Borneo (0).

## Fase final

### Chaveamento
|  | Semifinais | Semifinais       | Semifinais | Semifinais     | Semifinais |   |       | Final         | Final | Final | Final | Final |  |
|  |            |                  |            |                |            |   |       |               |       |       |       |       |  |
|  | A2         | PSM Makassar     | 1          | 0              | 1          |   |       |               |       |       |       |       |  |
|  | A2         | PSM Makassar     | 1          | 0              | 1          |   |       |               |       |       |       |       |  |
|  | B1         | Cong An Hanoi    | 0          | 2              | 2          |   |       |               |       |       |       |       |  |
|  | B1         | Cong An Hanoi    | 0          | 2              | 2          |   | B1    | Cong An Hanoi | 2     | 3     | 5 (2) |       |  |
|  |            |                  |            |                |            |   | B1    | Cong An Hanoi | 2     | 3     | 5 (2) |       |  |
|  |            |                  | B2         | Buriram United | 2          | 3 | 5 (3) |               |       |       |       |       |  |
|  | B2         | Buriram United   | B2         | Buriram United | 2          | 3 | 5 (3) | 3             | 0     | 3     |       |       |  |
|  | B2         | Buriram United   |            |                |            |   |       |               |       | 3     |       |       |  |
|  | A1         | BG Pathum United | 1          | 0              | 1          |   |       |               |       |       |       |       |  |

### Semifinais
| Equipe 1       | Total | Equipe 2         | 1.º jogo | 2.º jogo |
| -------------- | ----- | ---------------- | -------- | -------- |
| PSM Makassar   | 1–2   | Cong An Hanoi    | 1–0      | 0–2      |
| Buriram United | 3–1   | BG Pathum United | 3–1      | 0–0      |

### Final

#### Jogo de ida
| 14 de maio de 2025 | Cong An Hanoi           | 2 – 2     | Buriram United      | Estádio de Hanói, Hanói              |
| 19:30 (UTC+7)      | Artur 18' · Grafite 35' | Relatório | 28' Good · 79' Žulj | Público: 13 879 Árbitro: Kim Hee-gon |

#### Jogo de volta
| 21 de maio de 2025 | Buriram United                                 | 3 – 3     | Cong An Hanoi                                 | Chang Arena, Buri Ram                  |
| 19:30 (UTC+7)      | Žulj 83' · Crispim 90+8' · Bissoli 105' (pen.) | Relatório | 15' Pendant · 39' (pen.) Artur · 118' Grafite | Público: 31 290 Árbitro: Koji Takasaki |

|                                             |       | Penalidades                                        |  |
| Žulj Crispim Boakye Sukjitthammakul Dougall | 3 – 2 | Lê Văn Đô Pendant Gomes Grafite Bùi Hoàng Việt Anh |  |

## Estatísticas da temporada

### Artilheiros
Atualizado até 21 de maio de 2025.
| Classificação | Jogador              | Time             | RD1 | RD2 | RD3 | RD4 | RD5 | SF1 | SF2 | F1 | F2 | Total |
| ------------- | -------------------- | ---------------- | --- | --- | --- | --- | --- | --- | --- | -- | -- | ----- |
| 1             | Lucas Crispim        | Buriram United   |     | 3   | 1   |     | 1   |     |     |    | 1  | 6     |
| 1             | Léo Artur            | Cong An Hanoi    |     | 3   |     |     | 1   |     |     | 1  | 1  | 6     |
| 2             | Safawi Rasid         | Terengganu       | 1   |     | 1   | 1   | 2   |     |     |    |    | 5     |
| 3             | Raniel               | BG Pathum United |     | 1   |     | 1   | 2   |     |     |    |    | 4     |
| 3             | Lê Văn Đô            | Cong An Hanoi    |     | 1   | 1   | 1   | 1   |     |     |    |    | 4     |
| 3             | Nermin Haljeta       | PSM              |     | 1   | 1   |     | 2   |     |     |    |    | 4     |
| 3             | Moussa Bakayoko      | Shan United      | 1   | 1   |     | 1   | 1   |     |     |    |    | 4     |
| 3             | Manny Ott            | Terengganu       | 1   | 1   | 2   |     |     |     |     |    |    | 4     |
| 3             | Akhyar Rashid        | Terengganu       |     | 1   | 2   |     | 1   |     |     |    |    | 4     |
| 4             | Guilherme Bissoli    | Buriram United   |     |     | 1   |     |     | 1   |     |    | 1  | 3     |
| 4             | Alan Grafite         | Cong An Hanoi    | 1   |     |     |     |     |     |     | 1  | 1  | 3     |
| 5             | Léo Gaúcho           | Borneo           | 2   |     |     |     |     |     |     |    |    | 2     |
| 5             | Nattawut Suksum      | BG Pathum United |     |     |     | 2   |     |     |     |    |    | 2     |
| 5             | Supachai Chaided     | Buriram United   |     | 1   |     |     |     | 1   |     |    |    | 2     |
| 5             | Peter Žulj           | Buriram United   |     |     |     |     |     |     |     | 1  | 1  | 2     |
| 5             | Nguyễn Đình Bắc      | Cong An Hanoi    |     | 1   |     |     | 1   |     |     |    |    | 2     |
| 5             | Bùi Hoàng Việt Anh   | Cong An Hanoi    |     |     |     | 1   |     |     | 1   |    |    | 2     |
| 5             | Luiz Antônio         | Dong A Thanh Hoa | 1   | 1   |     |     |     |     |     |    |    | 2     |
| 5             | Jesus Melliza        | Kaya FC          |     |     |     | 1   | 1   |     |     |    |    | 2     |
| 5             | Pablo                | Svay Rieng       | 1   | 1   |     |     |     |     |     |    |    | 2     |
| 5             | Cristian             | Svay Rieng       |     |     |     |     | 2   |     |     |    |    | 2     |
| 5             | Bounphachan Bounkong | Svay Rieng       |     |     |     |     | 2   |     |     |    |    | 2     |

Note
- Os gols marcados nos play-offs de qualificação não são contabilizados para determinar o artilheiro

## Links Externos
- Site oficial